# 1082 Pirola
1082 Pirola là một tiểu hành tinh bay quanh Mặt Trời. Ban đầu nó có tên là 1927 UC. The numerical designation indicates this was the 1082nd asteroid discovered.